# Descarnada
.

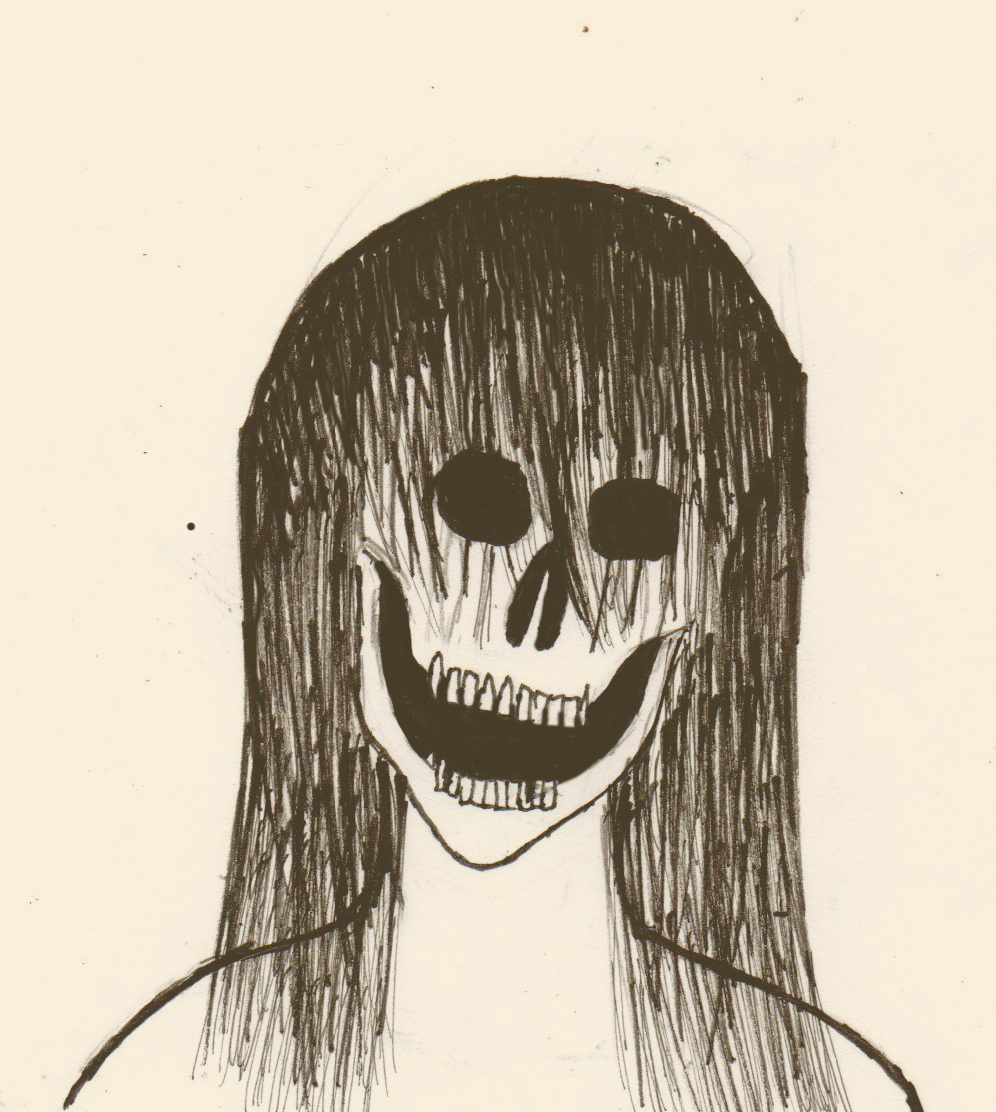
La Descarnada se relaciona con la legendaria Siguanaba

La Descarnada es una leyenda en Latinoamérica que trata sobre la aparición o el espíritu vengativo de una mujer que se les aparece a los hombres, a quienes seduce y muestra su verdadera apariencia, la cual está podrida a tal punto de convertirse en un esqueleto viviente. La leyenda de la Descarnada está relaciondado con la leyenda de la Siguanaba, con algunas variantes, y en parte con la de la Llorona.

## Versiones en Latinoamérica

### El Salvador
La leyenda de la Descarnada es más popular en El Salvador, donde tiene como escenario la carretera que lleva de Santa Ana a Chalchuapa. 
Se dice que una hermosa y joven mujer solía verse a altas horas de la noche en la carretera que conduce de Santa Ana a Chalchuapa. Ella acostumbraba pedir ride a los hombres que viajaban solos en la carretera. Cuando el vehículo paraba y el hombre preguntaba hacia dónde se dirigía, ella les mencionaba algún lugar cercano y ellos no dudaban en subirla al vehículo. Pero, ya dentro del vehículo, la mujer empezaba a mirarlos.
Pero eso no era todo, ella, la bella dama se transformaba, la piel se desprendía poco a poco, quedando entre las manos del hombre restos de piel y músculos. Incluso una vez que el hombre quedaba paralizado por el miedo y el proceso de descomposición y degradación continuaba hasta que la mujer se presentaba como un esqueleto viviente.
La víctima de “La Descarnada” quedaba en shock y era incapaz de explicar qué le había ocurrido.
Se desconoce el origen de la extraña mujer, pero la leyenda de “La Descarnada” aún se mantiene en el imaginario popular de la población. Algunos, no obstante, mencionan que se trata del espíritu de una bruja.
Aproximan sus avistamientos en las zonas desoladas del país se ve mucho en las carreteras que llevan a pueblos como en la zona de La Libertad, San Salvador y Cuscatlan.
Hablamos de una entidad que se aparece en las zonas donde hay espesor de maleza o de tránsito casi abandonado, se pueden hablar de las veces en la Carretera de Los Chorros que conduce a muchas personas hacia sus trabajos , hay muchos testimonios de personas que trabajan durante la noche que aseguran  verla vagando en la carretera en altas horas de la noche, y muchas veces pide que la lleven y es allí donde revela su verdadero rostro y sus infernales ojos muchas de estas ocasiones las personas llegan con fiebre a sus casas y pasan así los 3 días siguientes y muchas veces tienen pesadillas por tal espantoso suceso.

### Nicaragua
En Nicaragua, a este espectro se le conoce como la Taconuda. De acuerdo con la tradición oral nicaragüense, se trata de una mujer de 7 pies de estatura, joven, pelo largo que le llega hasta la pantorrilla, delgada, zapatos de tacón altos y curvos, de cara seca, de ojos hondos labios pronunciados, pintados y risueños, chalina negra, bustos respingados, vestido blanco con un fajín de plata y hebilla cuadrada grande y un cintillo dorado en el pelo.
Esta linda joven era hija de un cacique que era dueño de todas las haciendas desde la línea hasta llegar a Masaya; su padre le heredó todas sus riquezas por ser la única hija, es de apellido Sánchez.
Dicen que sale en los cafetales, en las cuchillas cerca de las haciendas que llevan por nombre Corinto y Las Mercedes. El encanto de ella es agarrar a los hombres y ponerlos locos, le sale a los capataces y los lleva a las curvas de los caminos, dejándolos adormecidos y desnudos hasta que sus familiares los encontraban.
Cuando la taconuda pasaba, dejaba un gran aroma de perfume y por eso la identificaban pero no a todo hombre se llevaba. Dicen los que la han visto que le gusta que la llamen taconuda. Al igual que en El Salvador, en otras versiones, aparece como una mujer que pide "ride" a los conductores y cuando se sube a los autos se convierte en un cadáver esquelético.

### México
En México hay una versión más antigua de la Descarnada. No obstante, no es muy conocida en el país como tal. Hace mucho tiempo, en un pequeño pueblo a las afueras de Tenochtitlán, habitaba un valiente y célebre guerrero con su esposa, ella no había podido darle aún descendencia, y eso fue suficiente para ser despreciada por todos las personas del lugar.
Según las tradiciones de los ancestros, cuando una mujer era infértil debían expulsarla de la comunidad para evitar que su mal se esparciera sobre los demás causándoles desgracias.
Afortunadamente, su esposo era bueno, la amaba profundamente, y evitaba a toda costa que la mandaran al exilio. Pero no pudo protegerla siempre, él fue enviado a la guerra, justo en ese mismo día ella descubrió que por fin había sido favorecida con un embarazo, corrió, intentando alcanzar a su marido para darle la noticia; pero las demás mujeres querían cumplir su tradición, la apedrearon a la salida del pueblo, matando el retoño que apenas crecía en su vientre.
Tirada casi inconsciente con un inmenso dolor en el corazón por haber perdido aquel regalo de los Dioses, les rogó que la ayudaran en su venganza, sus plegarias fueron escuchadas y le concedieron el poder de arrancarse la piel y despojarse de sus carnes para aterrorizar a aquellas mujeres y después matar a sus hijos, terminado el acto atroz, podría de nuevo vestirse con su apariencia normal y así evitar cualquier tipo de sospechas. En siete noches logró acabar con muchas de las mujeres que la apedrearon, no tuvo más tiempo porque su marido volvió de la guerra.
Su tarea no estaba terminada aún, así que a pesar de que su esposo había vuelto, una noche se levantó a continuar con su reinado de terror, salió de su choza y por allá entre los árboles, se quitó la piel y la carne como todas las noches, ignorando que su marido la había seguido con cautela gracias a sus dotes de guerrero, el hombre estaba ya espantado al ver a su esposa despojarse de la piel con facilidad, dejando expuesta la carne viva y sangrante, para después deshacerse de ella también, la imagen de por sí era aterradora, y aumentó al verla realizar aquellos actos de tortura sin remordimiento alguno, contra aquellas mujeres que le había robado el mayor anhelo de su vida.
El guerrero no podía soportar el sufrimiento de ver a su mujer convertida en un ser maligno, así que se dirigió al árbol donde había escondido su piel, la tiró al suelo y la llenó de sal. Al regresar de su cacería, la mujer se puso la carne, después la piel, pero la sal le quemó todos los músculos, causándole un dolor tan inmenso que ella terminó muriendo retorciéndose de agonía, despojada de su carne con los huesos expuestos, fue donde recibió el nombre de La descarnada.
Después de su muerte se escuchaban aterradores alaridos y lamentos cuando una mujer daba a luz, que la gente atribuía al espíritu de aquella mujer, que envidiaba a todas aquellas mujeres que tenían lo que a ella le fue arrebatado con tanta saña.
Nunca nadie había vuelto a ver a la Descarnada, solo se podían escuchar sus gritos, pero hace algo de tiempo un grupo de hombres vio en los senderos que hay en las faldas del Popocatépetl, una figura humana, sangrante con la carne a plena vista, sin piel que la cubriera, que caminaba mientras gritaba con un dolor profundo.
En el estado de Oaxaca, recibe el nombre Xonaxi Queculla, la cual era una deidad zapoteca de la muerte, que era representada con los brazos descarnados. Atractiva a primera vista, pero de cerca se transforma en un esqueleto humano que mata a los hombres para llevarlas al inframundo.
Por otro lado, en el estado de Chiapas, recibe el nombre de «Yalám Bequet» y en esa provincia no solo puede ser una, sino que esta puede ir acompañada de otras mujeres como ella. Estas mujeres se presentan como mujeres necesitadas de ayuda, que para los hombres son bellas, y cuando se suben a los autos se transforman en seres esqueléticos que hacen un sonido que les da el nombre.
Asimismo, existen brujas que se transforman en este tipo de seres, gracias a que sigue los mismos rituales que hacen los brujos en Nicaragua; y se les puede ver bañándose en la ríos y, por su hermoso cuerpo, que atraen a los hombres. Cuando los hombres están cerca de ella, con un susurro pide que su carne se despegue de su cuerpo quedando transformada en esqueleto y hace que estos huyan. Debido a esto, también se les llamó Tisigua o Tishanila, pero realmente son seres diferentes a esta última.

### Ecuador
La versión ecuatoriana de La Descarnada tiene sus orígenes en el Guayaquil (puerto principal de Ecuador) del siglo XVIII. Al igual que la versión salvadoreña, esta leyenda cuenta la historia de una mujer que primero se presenta como bella y seductora y después como una imagen de muerte y descomposición. La historia podría narrarse así:
La Dama Tapada es una misteriosa y siniestra mujer que únicamente se aparece a hombres que caminan solos por las calles de la ciudad entre las 12 y las 4 de la madrugada. Nunca se supo a ciencia cierta su origen ni de dónde venía, lo único que es una realidad es que aparece a pocos metros y de forma casual frente a los hombres que prendados de su belleza comienzan a seguirla.
Era una mujer de esbelta figura y cautivadoras formas, de andar seductor y elegante, rodeada de un dulcísimo aroma que dejaba al paso y cubierta en el rostro por un velo que, pese al enigma que representaba, dejaba averiguar gran belleza y juventud tras las sedosas telas… Ningún hombre —sea joven o viejo— se le resistía, todos se veían hipnotizados ante la intensa atracción que ejercía aquella mujer, empezando así a seguirla sin importar qué tan tímidos fuesen. Aunque resultaba desconcertante el que la distancia entre el hombre y la enigmática dama siempre se mantenía igual: nadie se alejaba, por más cobarde que fuese, y nadie se le acercaba más allá de cierto punto… De esa forma la Dama Tapada los mantenía hipnotizados por su atracción, haciéndolos seguirla a lo largo de angostos callejones: girando a uno u a otro lado sin perderse, mostrando un conocimiento inusitado de la zona.
La mujer parecía invitar a su perseguidor a que la siguiese con leves giros de cabeza y miradas fugaces, así como una risa juvenil. Tal era el estado de “enamoramiento” de los hombres que la seguían, que no parecían darse cuenta de que nadie más podía verla e incluso las personas que se cruzaban de frente con ella parecían ignorarla.
Finalmente, tras mucho andar la dama se detenía y le decía al caballero: “Ya me ve usted cómo soy… Ahora, si quiere seguirme, siga…”. Entonces se quitaba el velo y por uno o dos segundos, el rostro de la mujer mostraba una deslumbrante belleza griega: finas y delicadas facciones, piel fresca y sonrosada, ojos de cautivadora hermosura y labios de ardiente sensualidad. Pero, tras la breve visión, las sombras oscurecían aquel rostro y la mano de la muerte caía sobre ella, como en acelerada descomposición, reemplazando a la belleza y a la juventud por una horrenda calavera de la que manaba un hedor intolerablemente nauseabundo… Entonces el hombre quedaba paralizado por el espanto, todo tembloroso y con la frente y las manos bañadas por gotas de un sudor frío como la muerte…
Según cuentan quienes lograban verla desaparecer, la dama se desvanecía al llegar a la vieja “casa abandonada de don Javier Matute”.
Como antes se dijo, el origen concreto de la Dama Tapada está en el misterio, aunque dentro de la tradición oral se afirma que ella es el alma en pena de quien en vida fue una hermosa mujer que abusó de sus atributos en el “comercio de la carne”.